# Nicolas Masson
Nicolas Masson este regizor, actor, scenarist și fotograf canadian, născut la data de 1 noiembrie 1973 în București, România.
A absolvit Facultatea de Arte Cinematografice în 1998. Are o vastă practică în domeniul regiei de filme artistice, documentare, scurtmetraje, reportaje și publicitate. Ansamblul său de cunoștințe acoperă și domeniul operatoriei, montajului, fotografiei, etc, având experiență în producția și difuzarea suporturilor în audiovizual.
Nu avea decât 23 de ani când a debutat ca regizor cu ineditul film artistic "Nekro".
În puținele sale clipe libere practică cu pasiune bodybuilding-ul, motiv pentru care a fost solicitat ca fotomodel pentru diverse companii de publicitate.

## Filmografie selectivă
- Le Marin Noir
- Nekro
- Semne în pustiu
- Din mijlocul haitei
- Acu' ori niciodata
- Fără întoarcere

## Documentare
- South America, Secrets of Ancient Civilizations
- Land of the Rising Sun
- Acu' ori niciodată

## Televiziune
- TV5
- Omni TV

## Videoclipuri
- Music&Autumn
- Ma Blessure

## Reportaje
- O viață de câine

## Fotografie
* Jurnale Științifice:
- American Chemical Society Macromolecules
- Nature Publishing Group Nature Materials

* Ziare:
- L'Express
- Actualitatea